# Sinanevt Dorsa
I Sinanevt Dorsa sono una struttura geologica della superficie di Venere.